# شونسوكي كاواموتو
شونسوكي كاواموتو (باليابانية: 川本俊介) هو مجدف ياباني، ولد في 21 أغسطس 1962.

## وصلات خارجية
- شونسوكي كاواموتو على موقع الاتحاد الدولي للتجديف (الإنجليزية)
- شونسوكي كاواموتو على موقع أوليمبيديا (الإنجليزية)